# 瑞丽植物园
瑞丽植物园，又称瑞丽珍稀植物园，位于中华人民共和国云南省德宏傣族景颇族自治州瑞丽市勐秀乡刀坝，属云南省级铜壁关自然保护区实验区的一部分，距离瑞丽市区6千米。

## 沿革
瑞丽植物园建于2002年5月，总面积7,663亩，有苗圃引种实验区、荫生植物园区、兰花园区和竹类园区等12个植物专类园区，拥有高等植物2,000余种，竹类园区引种竹种近400种，是世界上保存竹种最多的竹类园区。
2016年12月24日，中国国家基因库云南活体库暨国家基因库云南分库瑞丽分中心在瑞丽植物园揭牌。
2019年初，中国国家基因库、华大基因、瑞丽市林业局“瑞丽植物园数字化项目”取得阶段性成果，对瑞丽植物园内689种植物进行基因测序，相关研究成果于2019年1月25日在线发表于《GigaScience》，随即在业内产生巨大影响力，被美国科学促进会旗下网站EurekAlert!等媒体转载报道。